# トゥキリロテ
トゥキリ ロテ ダウラアコ（Tuqiri Lote Daulako、1987年11月12日 - ）は、日本のラグビー選手。

## プロフィール
- フィジー・ナンドロンガ出身。
- ポジションはセンター(CTB)。
- 身長 188cm、体重 98kg
- 7人制日本代表に選ばれている。
- 旧名ロテ・トゥキリ。

## 略歴
5歳からラグビーを始めた。
マリストブラザーズ高校卒業後、2007年、白鷗大学に入る。
2011年、白鷗大学卒業後、北海道バーバリアンズに加入。
2013年、ラグビーワールドカップセブンズ2013の7人制日本代表に選ばれた。
2015年、日本国籍を取得した。
2016年、クボタスピアーズ(現・クボタスピアーズ船橋・東京ベイ)に加入。また同年6月にはリオデジャネイロオリンピックの7人制日本代表に選ばれた。なお同年9月4日に行われたジャパンラグビートップリーグ第2節のトヨタ自動車ヴェルブリッツ戦に先発出場でトップリーグでの公式戦初出場を果たす。 
2018年、近鉄ライナーズ(現・花園近鉄ライナーズ)に加入。
2021年、東京五輪の7人制日本代表内定選手に選ばれた。
2022年、花園近鉄ライナーズを退団した。